# Идричи (Васлуј)
Идричи (рум. Idrici) насеље је у Румунији у округу Васлуј у општини Рошиешти. Oпштина се налази на надморској висини од 150 m.

## Становништво
Према подацима из 2002. године у насељу је живело 423 становника, од којих су сви румунске националности.